# میوسن پیشین
| سامانه   | ردیف     | اشکوب      | میلیون سال پیش |
| -------- | -------- | ---------- | -------------- |
| کواترنری | پلیستوسن | گالئاسین   | → پس از آن     |
| نئوژن    | پلیوسن   | پیاچنزین   | ۲٫۵۸۸–۳٫۶۰۰    |
| نئوژن    | پلیوسن   | زانکلین    | ۳٫۶۰۰–۵٫۳۳۲    |
| نئوژن    | میوسن    | مسینین     | ۵٫۳۳۲–۷٫۲۴۶    |
| نئوژن    | میوسن    | تورتونین   | ۷٫۲۴۶–۱۱٫۶۰۸   |
| نئوژن    | میوسن    | سراوالین   | ۱۱٫۶۰۸–۱۳٫۶۵   |
| نئوژن    | میوسن    | لانگین     | ۱۳٫۶۵–۱۵٫۹۷    |
| نئوژن    | میوسن    | بوردیگالین | ۱۵٫۹۷–۲۰٫۴۳    |
| نئوژن    | میوسن    | آکوئیتانین | ۲۰٫۴۳–۲۳٫۰۳    |
| پالئوژن  | الیگوسن  | چاتین      | → پیش از آن    |

میوسن پیشین (انگلیسی: Early Miocene) یا میوسن زیرین یک زیردور از دور میوسن است که دو اشکوب آکوئیتانین و بوردیگالین را در بر می‌گیرد.
زیردور میوسن پیشین از ۰٫۰۵ ± ۲۳٫۰۳ میلیون سال پیش تا ۰٫۰۵ ± ۱۵٫۹۷ میلیون سال پیش را در بر می‌گیرد. میوسن میانی در ستون چینه‌شناسی پس از دور الیگوسن است.
با سردتر شدن هوا، مناظر زمین شروع به تغییر کردند. پستانداران جدید تکامل یافته و جایگزین پستانداران منقرض‌شده در الیگوسن گردیدند. نخستین اعضای خانواده کفتارها و راسوها شروع به تکامل و جایگزین‌شدن کفتاردندان، کامل‌دندانان و سگ خرسی‌های منقرض‌شده کردند. ریگ‌ددان از الیگوسن جان سالم به در بردند. سرده جدیدی از کامل‌دندانان به‌نام سهمگین‌دندان به منظور سازگاری با زیستگاه‌های جدید تکامل یافته و با شکار جانوران میوسن پیشین به درندگان برتر آمریکای شمالی شدند ولی در رقابت با دوگانه‌سگ که گونه تازه‌واردی از اوراسیا بود، منقرض شدند.